# Alois Zauner
Alois Zauner (* 25. April 1925 in Rottenbach; † 18. November 2009 in Linz) war ein österreichischer Historiker und langjähriger Direktor des Oberösterreichischen Landesarchives.

## Leben und Wirken
Zauner legte 1943 die Matura an der Oberschule in Ried im Innkreis ab und studierte nach dem Krieg und amerikanischer Kriegsgefangenschaft Geschichte und Geographie an der Universität Innsbruck, promovierte in Wien zum Dr. phil. und absolvierte von 1948 bis 1950 am Institut für Österreichische Geschichtsforschung die Ausbildung zum wissenschaftlichen Archivar, die er mit der Staatsprüfung abschloss.
Ab 1950 war er im Oberösterreichischen Landesarchiv tätig, 1965 wurde er stellvertretender Direktor und von 1979 bis zur Pensionierung 1989 war er Direktor der Einrichtung. Seine Forschungsschwerpunkte waren die oberösterreichische Landesgeschichte, Stadtgeschichte und Geschichte des Mittelalters.
Unter anderem war er wissenschaftlicher Leiter der Landesausstellung „1000 Jahre Oberösterreich“ im Jahr 1983 und maßgeblicher Autor der beiden dazu herausgegebenen Katalogbände. Im selben Jahr erstellte er für den Oberösterreichischen Musealverein zu dessen 150-jährigem Jubiläum eine zusammenfassende Darstellung der mittelalterlichen Geschichte des Landes anhand der aktuellen landesgeschichtlichen Literatur.
Zauner ist es zu verdanken, dass die oberösterreichische Gemeindeheraldik auf einer wissenschaftlich gesicherten Grundlage steht.

## Publikationen (Auswahl)
Zauner publizierte hauptsächlich Aufsätze zu regionalen geschichtlichen Themen und Biografien in österreichischen Fachzeitschriften.
Er war Mitherausgeber bzw. Mitautor folgender Bücher und Ausstellungskataloge:
- Mit Charlotte Assmann und Robert Bernhart: Vöcklabruck – Politischer Bezirk Vöcklabruck. In: Herbert Knittler: Die Städte Oberösterreichs. Band 1 der Reihe Österreichisches Städtebuch. Wien 1968, ISBN 978-3-7001-0541-1, S. 309–319
- Mit Rudolf Zinnhobler u. a.: Oberösterreicher. Lebensbilder zur Geschichte Oberösterreichs. In: Oberösterreichisches Landesarchiv. Linz 1982, ISBN 978-3-900313-34-0
- Dehio Mühlviertel 2003. Horn/Wien 2003, ISBN 978-3-85028-362-5

Er war Autor folgender Schriften:
- Zwei Mondseer Fälschungen aus dem 12. Jahrhundert. In: Mitteilungen des oberösterreichischen Landesarchivs. Band 4, 1955, S. 276–287 (ooegeschichte.at [PDF]).
- Der Rechtsinhalt der älteren Garstener Urkunden. In: Mitteilungen des oberösterreichischen Landesarchivs. Band 5, 1957, S. 265–310 (Teil 1 (ooegeschichte.at [PDF]), Teil 2 (ooegeschichte.at [PDF])).
- Oberösterreich zur Babenbergerzeit. In: Probleme der Entstehung des Landes ob der Enns. Mitteilungen des oberösterreichischen Landesarchivs. Band 7, Linz 1961, S. 207–251 (Teil 1 (ooegeschichte.at [PDF]), Teil 2 (ooegeschichte.at [PDF])).
- Probleme der Entstehung des Landes ob der Enns – Zusammenfassung. In: Mitteilungen des oberösterreichischen Landesarchivs. Band 7, Linz 1961, S. 304–315 (ooegeschichte.at [PDF]).
- Königsherzogsgut in Oberösterreich. In: Mitteilungen des oberösterreichischen Landesarchivs. Band 8, Linz 1964, S. 101–145 (Teil 1 (ooegeschichte.at [PDF]), Teil 2 (ooegeschichte.at [PDF])).
- Vöcklabruck und der Attergau I. Stadt und Grundherrschaft in Oberösterreich bis 1620. In: Forschungen zur Geschichte Oberösterreichs. Band 12, Linz/Wien/Köln/Graz 1971, 901 Seiten.
- Die oberösterreichischen Städte zur Zeit der Bauernkriege. In: Georg Heilingsetzer (Hrsg.): Der oberösterreichische Bauernkrieg 1626. Linz 1976, S. 159–172.
- Das Jahr 1848 in Oberösterreich und Hans Kudlich. Ausstellungskatalog, Linz 1978.
- Tausend Jahre Oberösterreich. In: Dietmar Straub (Hrsg.): 1000 Jahre Oberösterreich. Das Werden eines Landes. 2 Bände, Linz 1983 (Katalog zur Landesausstellung 1983, Vorwort und diverse Artikel).
- Ergebnisse von fünfzig Jahren. Forschung zur mittelalterlichen Geschichte Oberösterreichs. In: Das neue Bild von Oberösterreich. 150 Jahre OÖ. Musealverein (= Jahrbuch des Oberösterreichischen Musealvereines. Band 128a). Linz 1983, S. 45–83 (zobodat.at [PDF], ebenso  ooegeschichte.at [PDF]).
- Die Beschwerden der oberösterreichischen Bauern 1511/12 und 1525. In: Beiträge zur neueren Geschichte. Festschrift Hans Sturmberger (= Mitteilungen des oberösterreichischen Landesarchivs. 14). Linz 1984, S. 95–122 (Teil 1 (ooegeschichte.at [PDF]), Teil 2 (ooegeschichte.at [PDF])).
- Die Gegend von Wesen und Neukirchen am Walde im Mittelalter. In: Jahrbuch des Oberösterreichischen Musealvereines. Band 138, Linz 1993, S. 131–197 (zobodat.at [PDF]).

## Auszeichnungen
- Großes Ehrenzeichen für Verdienste um die Republik Österreich (1991)
- Wissenschaftsmedaille der Stadt Linz[4] (1992)